# Teorija razbitih oken
Ta članek govori o kriminološki teoriji. Za ekonomsko teorijo glejte Zmota razbitih oken. Za druge pomene glejte Razbita okna (za odpravo nejasnosti).
Teorija razbitih oken je kriminološka teorija o postavljanju norm in signalnega efekta v urbanih okoljih, kjer sta prisotna nered in vandalizem ter povečana kriminaliteta in nesocialno vedenje. Po tej teoriji preprečevanje manjših zločinov, kot so vandalizem, pijančevanje v javnosti in neplačevanje cestnin, pomaga ustvariti okolje reda in zakonitosti in s tem preprečuje nastanek hujših zločinov.
Teorijo sta leta 1982 formulirala družboslovna znanstvenika James Q. Wilson in George L. Kelling. Od takrat je bila ta teorija predmet številnih debat, tako v družboslovju, kot v javni sferi. Teorija je bila uporabljena kot podlaga za več reform kriminalitetne politike, vključno s sporno množično uporabo t. i. metode »ustaviti, vprašati in preiskati« policijskega oddelka v mestu New York.

## Članek in preprečevanje kriminalitete
James Q. Wilson in George L. Kelling sta marca 1982 prvič predstavila teorijo razbitih oken v članku z naslovom Razbita okna, objavljenem v reviji The Atlantic Monthy. Naslov članka izvira iz sledečega  primera:
- Predstavljajte si stavbo z nekaj razbitimi okni. Če ta razbita okna ostanejo nepopravljena, bo to povod nadaljnjega vandalizma oziroma bodo vandali razbili še več oken. To nadalje lahko povzroči tudi vdor v stavbo in v primeru, da je ta stavba zapuščena, lahko postane nezakonito naseljena ali mesto požara.

- Ali pa si predstavljaje  pločnik. Najprej je na njem malo smeti, kmalu jih ljudje začnejo odlagati še več in večje (npr. embalaža od hitre hrane). To lahko sčasoma pripelje tudi do vdorov v avtomobile, ki so parkirani ob takem pločniku.

Pred predstavitvijo te teorije, ki sta jo zasnovala Wilson in Killing je leta 1969 Philip Zimbardo, psiholog s Stanforda, eksperimentalno testiral teorijo razbitih oken. Zimbardo je postavil en avtomobil brez registrskih tablic in z odprtim sprednjim pokrovom v sosesko Bronx in drug avtomobil v enakem stanju v sosesko Palo Alto v Kaliforniji. Prvi avtomobil, ki je bil parkiran v soseski Bronx, je bil tarča napada že nekaj minut po tem, ko so ga izvajalci eksperimenta zapustili. Zimbardo je opazil, da so t. i. prvi »vandali«, ki so prispeli na kraj, bili družina – oče, mati in mlad sin – ki so iz avta odstranili hladilnik motorja in akumulator. V roku štiriindvajsetih ur po postavitvi avtomobila, so bile vse vredne stvari iz njega odtujene. Sledeče so bila razbita tudi vsa okna in vetrobransko steklo, nekateri deli so bili odstranjeni, deloma raztrgana in/ali odstranjena je bila oblazinjena oprema avtomobila, otroci pa so ga začeli uporabljati za igračo. Drugo vozilo, ki je bilo istočasno in z enakimi karakteristikami postavljeno v soseščino Palo Alto v Kaliforniji, je ostalo nedotaknjeno več kot teden dni. Zato je Zimbardo sam odšel do njega in ga namenoma udaril z macolo. Kmalu zatem, so se mu pri uničevanju avtomobila pridružili še drugi ljudje. Zimbardo je opazil, da je bila v obeh primerih večina odraslih »vandalov« oblečena v dobra oblačila, bili so urejeni in ugledni belci. Po splošnem mnenju velja prepričanje, da so tatvine bolj pogoste in da se vandalizem pojavi veliko hitreje v soseskah, kot je Bronx, zaradi same zgodovine zapuščenih posesti in ker na splošno daje občutek apatičnosti. Podobno se lahko dogaja v katerikoli civilizirani skupnosti, kjer so občinska določila – občutek vzajemnega upoštevanja in obveznosti civiliziranosti - nižja oziroma se nižajo z dejanji, ki nakazujejo stanje apatičnosti.
Članek je bil deležen veliko pozornosti in je bil velikokrat omenjan. Knjiga o kriminologiji in urbani sociologiji, z naslovom Popravimo Razbita Okna: Vzpostavitev Reda in zmanjševanje kriminala v naših skupnostih (»Fixing Broken Windows: Restoring Order and Reducing Crime in Our Communities«) avtorjev George L. Kelling in Catharine Coles, izdana leta 1998, temelji na članku in vsebuje dodatne bolj podrobno predstavljene argumente. Teorijo obravnava v povezavi s kriminalom in strategijami, ki vsebujejo ali odpravljajo kriminal iz urbanih sosesk.
Uspešna strategija preprečevanja vandalizma, po besedah avtorjev knjige, je tista, ki rešuje probleme, ko so le-ti še majhni. Popravilo razbitih oken v kratkem časovnem okviru, kot je dan ali teden, prisostvuje k temu, da je možnost vandalizma po nadaljnjem uničevanju oken ali nastanku druge škode manjša. Vsakodnevno čiščenje pločnikov pripomore k temu, da te javne površine ne postanejo mesta, kjer bi se kopičili odpadki (veliko manjša je tudi stopnja onesnaževanja). Posledično se težave ne stopnjujejo in zato ugledneži svoje soseske ne zapustijo.
Policijsko delo je ključno pri preprečevanju kriminalitete. Oscar Newman je leta 1972 v svoji knjigi Zagovarjanje Prostora »Defensible Space« napisal, da sama prisotnost policijske avtoritete ni dovolj za samo vzdrževanje varnosti in preprečevanja kriminala v mestih. Ljudje v skupnosti pomagajo pri preprečevanju kriminala. Newman predlaga, da ljudje skrbijo in varujejo prostore, v katere so investirali, z utemeljitvijo, da je območje, na koncu varnejše, če ljudje do njega čutijo občutek lastništva in odgovornosti. Razbita okna in vandalizem sta še vedno razširjena, ker skupnosti preprosto ne skrbijo za popravilo škode. Ne glede na to, kolikokrat se okna popravijo, mora skupnost še vedno nekaj svojega časa vložiti v zagotavljanje varnosti. Malomarnost prebivalcev glede »razbitih oken« pomeni pomanjkanje skrbi za skupnost. Newman pravi, da je to jasen znak, da je družba sprejela ta nered, ki z nepopravljenimi okni prikazuje ranljivost in pomanjkanje obrambe. Tudi Malcolm Gladwell implicira to teorijo v vsakdanje življenje v New Yorku v svoji knjigi »Tipping Point«.
Teorija tako prinaša dve pomembni trditvi: da se odvrne od nadaljnjih lažjih kaznivih dejanj in nizke ravni antisocialnega vedenja ter da se prepreči večja kazniva dejanja. Kritike te teorije se večinoma osredotočajo le na slednjo trditev.